# ハワイ州立自然エネルギー研究所

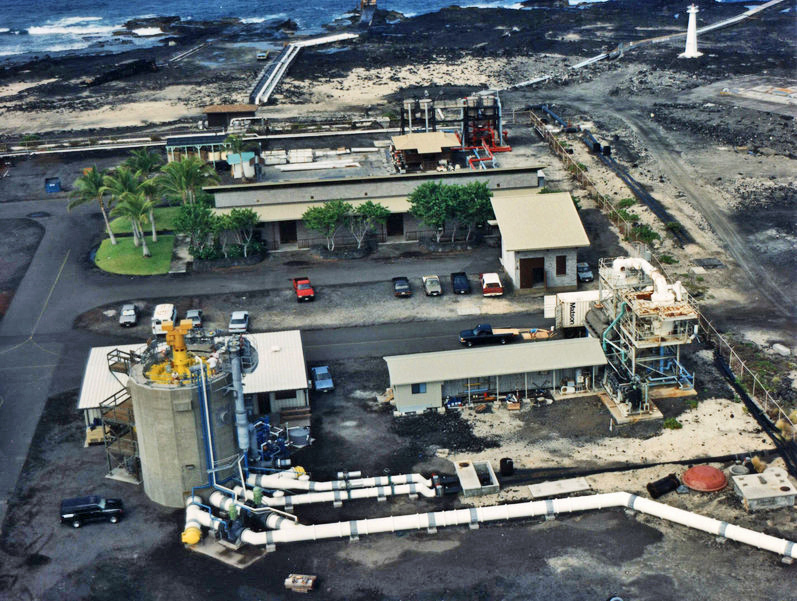
ハワイ自然エネルギー研究所機構

ハワイ州立自然エネルギー研究所（ハワイしゅうりつ しぜんエネルギーけんきゅうじょ、英語: Natural Energy Laboratory of Hawaii Authority、英文略称：NELHA）はアメリカ合衆国ハワイ州のハワイ島にある州立研究所で、1974年に設立され、  海洋深層水をエネルギーに利用する研究（海洋温度差発電）、および他の目的に利用する研究と教育を行なっている。 
主要施設はコナ国際空港があるケアホレポイント（Keahole Point）にあり、構内には海洋深層水を私企業が利用して、飲み水をボトリングする工場、あわびなどの海産物を養殖する工場などもある。

## 参考
1. ↑  NELHAの歴史  (英文)
2. ↑  ハワイ州立自然エネルギー研究所（NELHA）を視察